# Увлед-еш-Шемех (округ)
Увлед-еш-Шемех (араб. معتمدية أولاد الشامخ) — округ в Тунісі. Входить до складу вілаєту Махдія. Центр округу — м. Увлед-еш-Шемех. Станом на 2004 рік загальна чисельність населення становила 22732 особи.